# Spissistilus rotundata
Spissistilus rotundata är en insektsart som beskrevs av Carl Stål. Spissistilus rotundata ingår i släktet Spissistilus och familjen hornstritar. Inga underarter finns listade i Catalogue of Life.